# Gunnar Hökmark
Gunnar Hökmark, né le 19 septembre 1952 à Ystad, est un homme politique suédois, membre des Modérés.

## Biographie
Lors des élections européennes de 2004, Gunnar Hökmark est élu au Parlement européen, où il siège au sein du groupe du Parti populaire européen (PPE). Il est réélu en 2009 et en 2014.
Il est membre de la Commission des affaires économiques et monétaires depuis 2004 et préside la délégation à la commission parlementaire mixte UE-Croatie de 2009 à 2013.
Hökmark est le vice-président du groupe PPE. Il est le chef de la délégation suédoise au PPE. 
En 2019, il est l'un des plus virulents opposants au sein du PPE à la campagne européenne de Viktor Orbán et aux prises de position de celui-ci concernant la question migratoire et réclame à Manfred Weber que la question de l'exclusion du Fidesz soit débattue au sein du groupe PPE.

## Distinctions
- Ordre de l'Étoile blanche d'Estonie de 3e classe, 1999